# كريستوفر بورتون
كريستوفر بورتون (بالإنجليزية: Christopher Burton)‏ هو لاعب دوري الرغبي بريطاني، ولد في 5 أكتوبر 1956.